# HD 102329
HD 102329, EPIC 201690230 — одиночная звезда в созвездии Девы на расстоянии приблизительно 680 световых лет (около 209 парсек) от Солнца. Визуальная звёздная величина звезды — +7,89m. Возраст звезды определён около 3,639 млрд лет.
Вокруг звезды обращается, как минимум, две планеты.

## Характеристики
HD 102329 — оранжевый гигант спектрального класса K0III, или K0. Масса — около 1,3 солнечной, радиус — около 9,77 солнечного, светимость — около 38,459 солнечной. Эффективная температура — около 4838 K.
Впервые в астрономической литературе упоминается в каталоге Генри Дрейпера, изданном в начале XX века.

## Планетная система
В 2010 году группой астрономов было объявлено об открытии планеты HD 102329 c.
В 2011 году группой астрономов, работающих с данными, полученными в обсерватории Кека, было объявлено об открытии планеты HD 102329 b. Это массивный газовый гигант, который обращается вокруг родительской звезды на расстоянии 2,01 а.е.; год на ней длится приблизительно 778 суток. Открытие планеты было совершено методом Доплера.